# 亓詩教
亓詩教（1557年—？1633年），字可言，號养吾、靜初，又號龍峽散人。山東萊蕪縣李條莊人，明朝政治人物。

## 生平
萬曆二十五年（1597年）丁酉科山東鄉試舉人，次年聯捷戊戌科進士。刑部觀政，初任荊州府推官，丁憂，三十三年轉淮安府推官，任內有清譽，受褒揚，萬曆三十八年（1610年）行取考选，四十年授禮科給事中，與趙興邦合作，彈劾禮部侍郎翁正春營私科舉，正春被迫辭官，詩教轉任吏科。
萬曆四十一年（1613年），其座師方從哲拜相，詩教也在朝中呼應，作為齊黨（山東籍士大夫）領袖，在東林黨爭中與楚黨、浙黨合稱齊楚浙黨，齊抗東林黨。
萬曆四十三年（1615年）因山東大旱災，導致飢荒、飢民蜂擁為盜，詩教要求朝廷發放官銀十萬兩、留下稅銀十萬兩，再免去災區要課的稅金二萬三千兩，共為災民爭取到白銀二十二萬三千兩，活人無數。升為翰林院四夷館提督，後改太常寺少卿。
泰昌元年（1620年），爆發紅丸案，方從哲辭退，詩教亦退。天啟時，東廠提督太監魏忠賢掌權，提拔馮銓，馮銓成為首輔，起用詩教，作為右僉都御史，巡撫河南、管理河道等等，御史蔡國用欣賞詩教，加以推薦。天啟六年（1626年），抱病歸鄉，晚年隐居莱芜苍龙峡，筑房舍，自喻“漱石山房”。崇禎年間，詩教被列為閹黨逆案，罷為庶人。約卒於崇禎六年（1633年）。

## 親屬
祖父亓宜。父亓三顾，號隐山。